# La Maison bleue (périnatalité)
Pour les articles homonymes, voir La Maison bleue.
La Maison Bleue est un centre de périnatalité sociale qui offre aux femmes enceintes en contexte de vulnérabilité ainsi qu'à leur famille des services à la fois médicaux et sociaux. Elle est établie dans trois quartiers de Montréal, au Québec.

## Mission
La Maison Bleue cherche à diminuer les inégalités sociales en intervenant auprès des familles vulnérables, à partir de la grossesse jusqu'à l'âge de 5 ans, en travaillant avec une équipe multidisciplinaire composée de médecins, d'infirmières, de travailleurs sociaux, d'éducateurs spécialisés et de sages-femmes. Il s'agit d'une véritable maison, qui se veut accueillante et à échelle humaine. Son modèle d'intervention s'appuie sur l'interdisciplinarité, l'empowerment et le portage. 
Dans une structure hybride qui lui permet de bénéficier d'une certaine autonomie tout en impliquant une reddition de comptes, la Maison Bleue est un organisme sans but lucratif (OSBL) rattaché au Centre de santé et de services sociaux du Centre-Ouest-de-l'Île-de-Montréal et au Groupe de médecine de famille Village Santé. Elle bénéficie depuis 2017 d'un financement récurrent de 100 000 $ de la part du gouvernement québécois, et organise annuellement un gala bénéfice pour amasser des fonds. La Maison Bleue est représentée depuis son ouverture par la comédienne Guylaine Tremblay qui agit à titre de marraine,,.

## Historique
La Maison Bleue est née d'une idée d'Amélie Sigouin, éducatrice à la petite enfance, et de sa mère, Dre Vania Jimenez, médecin accoucheuse. Insatisfaites de ne jamais pouvoir offrir aux femmes vulnérables l'environnement dont elles auraient besoin pour prendre soin d'elles et de leurs enfants, elles se sont inspirées des services de pédiatrie sociale mis en place par le Dr Gilles Julien afin d'intervenir encore plus tôt dans la vie des enfants. Elles ont mis sur pied la première Maison Bleue en 2007 dans le quartier Côte-des-Neiges de Montréal, où vit une importante population réfugiée ou d'immigration récente et qui souffre parfois de solitude, de pauvreté ou de différents traumas,. 
En 2009, à la suite d'une étude dans le cadre de laquelle les propos de femmes fréquentant le Maison Bleue ont été recueillis, une pièce de théâtre fut écrite par la dramaturge Emmanuelle Jimenez et bonifiée lors d'ateliers par les femmes de la Maison Bleue. La pièce, Soleil Barclay, fut présentée en 2010 sous forme de lecture publique,.
Une seconde Maison Bleue a vu le jour en 2011 dans le quartier Parc-Extension, et une troisième s'est établie dans le quartier Saint-Michel en 2017.

## Impacts
Les impacts du modèle de la périnatalité sociale ont été évalués en 2014 par la chercheuse Nathalie Dubois, à la Direction de la Santé publique de Montréal. 
Il en ressort que la Maison Bleue permet de rendre les services accessibles à des femmes vulnérables qui auraient été difficiles à rejoindre par le système régulier. Les services offerts sont adaptés en fonction des besoins identifiés. 
En dépit du fait que la Maison Bleue desserve des femmes plus vulnérables, la santé des bébés qui naissent dans le cadre cette intervention ont une santé comparable à celle de la moyenne, voire légèrement supérieure selon certains indicateurs. Ainsi, le nombre de bébés à petits poids (3,9 %) s'y avère légèrement plus bas que la moyenne québécoise (5,7 %), tout comme le taux de prématurité (6,3 % vs 7,1 % — moyenne québécoise). 
L'analyse des effets montre que le modèle de périnatalité sociale a un impact sur plusieurs éléments de la vie familiale : santé physique de la mère, du père et des enfants, intégration sociale, attachement affectif, habiletés parentales, empowerment, mobilisation des ressources et liens sociaux.